# Szaflary Centrum
Szaflary Centrum – przystanek osobowy w Szaflarach, w województwie małopolskim, w Polsce. W grudniu 2023 roku zmieniono nazwę z Szaflary Wieś na Szaflary Centrum na wniosek wójta Szaflar.

## Ruch pasażerski
| Rok  | Wymiana pasażerska na dobę |
| ---- | -------------------------- |
| 2017 | 0-9                        |
| 2022 | 100-149                    |